# Kreuzweg Wolfegg

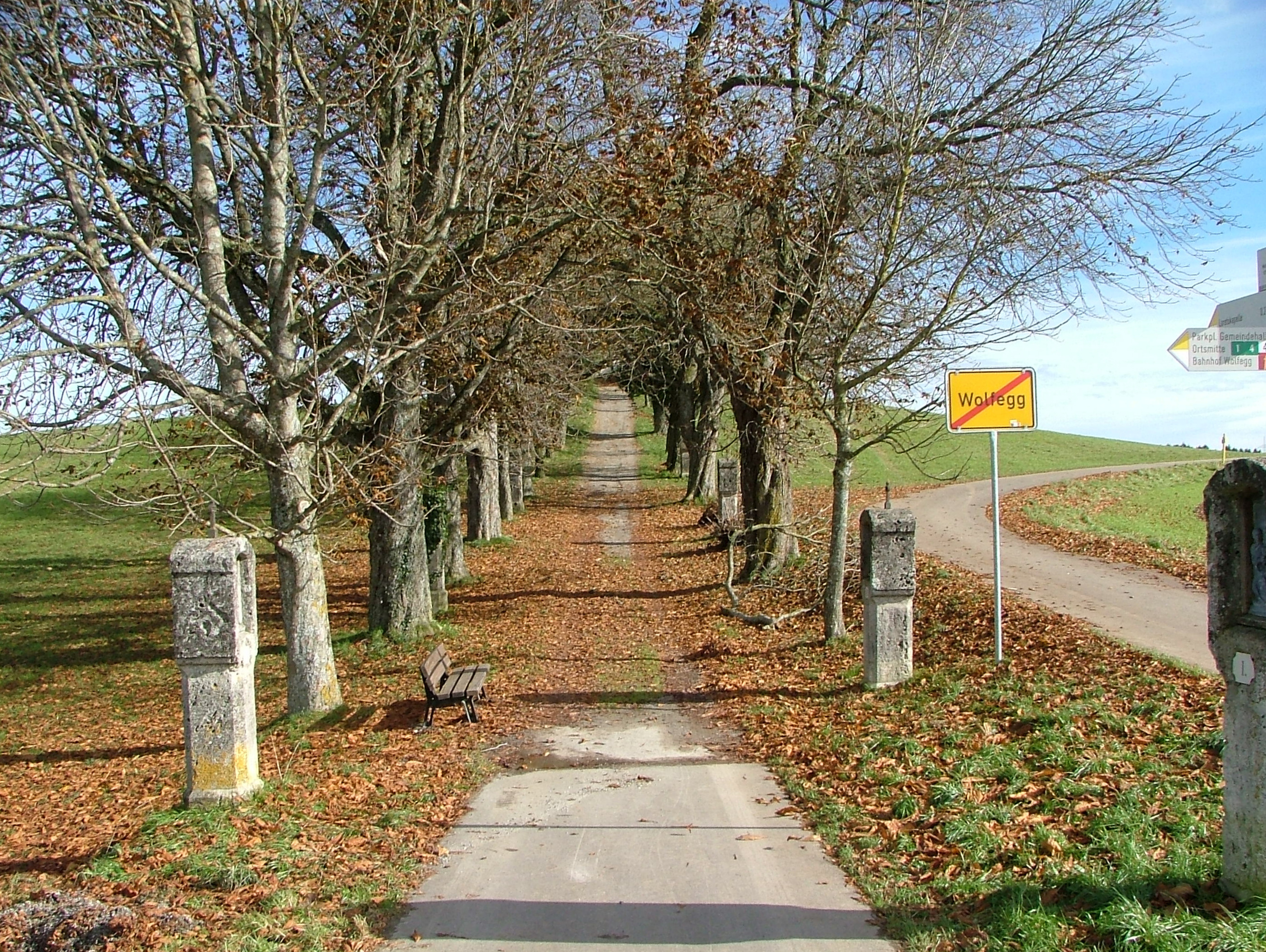
Die ersten Stationen vom Kreuzweg Wolfegg

Der Kreuzweg Wolfegg ist ein Kreuzweg zwischen Wolfegg und Lorettokapelle in der Einöde Lorettokapelle im Landkreis Ravensburg in Oberschwaben, welcher am 8. September 1881 eingeweiht wurde.

## Lage
Der Kreuzweg stellt eine direkte Verbindung zwischen dem südöstlichen Ortsrand von Wolfegg und der Einöde Lorettokapelle her. Letztere besteht lediglich aus dem Wohnhaus des Kapellenmesmers und der Loretokapelle. Der Kreuzweg beginnt an der Rötenbacher Straße am südöstlichen Rand von Wolfegg und erstreckt sich über eine Länge von etwa 150 Metern bis zur Loretokapelle in Loretokapelle.
Der Kreuzweg liegt an mehreren touristischen Wegen: Sie befinden sich am Donau-Bodensee-Radweg, am Main-Donau-Bodensee-Weg (Hauptwanderweg 4) und am Oberschwäbischen Pilgerweg (Schleife 4).

## Kirchliche Zugehörigkeit
Kirchlich ist die Seelsorgeeinheit Oberes Achtal im Dekanat Allgäu-Oberschwaben zuständig. Dieses wiederum gehört zur Diözese Rottenburg-Stuttgart, die Teil der Kirchenprovinz Freiburg und somit Teil der Römisch-katholischen Kirche in Deutschland ist.

## Stationen
Die 14 Stationen des Kreuzweges bestehen aus Tuffstein, der vermutlich im Tuffsteinbruch Weissenbronnen in Weißenbronnen abgebaut wurde. Jede Station ist mit einem kleinen Kreuz an der Spitze versehen. Die darin eingelassenen Tafeln wurden in einem Holzrahmen gefasst und in der renommierten Mayer’schen Hofkunstanstalt in München gegossen. Künstlerisch sind die Tafeln im Stil der Nazarener gestaltet.
| Foto |                 | Baujahr | Name                  | Standort | Beschreibung                                                                        | Metadaten                                          |
| ---- | --------------- | ------- | --------------------- | -------- | ----------------------------------------------------------------------------------- | -------------------------------------------------- |
| BW   | Datei hochladen | 1981    | Station 1 · Wikidata  | Standort | Jesus wird zum Tode verurteilt                                                      | P84(Architekt): P131(Ort):Wolfegg Region-ISO:DE-BW |
| ja   | Datei hochladen | 1981    | Station 2 · Wikidata  | Standort | Jesus nimmt das Kreuz auf seine SchulternJesus fällt zum ersten Mal unter dem Kreuz | P84(Architekt): P131(Ort):Wolfegg Region-ISO:DE-BW |
| BW   | Datei hochladen | 1981    | Station 3 · Wikidata  | Standort | Jesus fällt zum ersten Mal unter dem Kreuz                                          | P84(Architekt): P131(Ort):Wolfegg Region-ISO:DE-BW |
| ja   | Datei hochladen | 1981    | Station 4 · Wikidata  | Standort | Jesus begegnet seiner Mutter                                                        | P84(Architekt): P131(Ort):Wolfegg Region-ISO:DE-BW |
| ja   | Datei hochladen | 1981    | Station 5 · Wikidata  | Standort | Simon von Cyrene hilft Jesus das Kreuz tragen                                       | P84(Architekt): P131(Ort):Wolfegg Region-ISO:DE-BW |
| ja   | Datei hochladen | 1981    | Station 6 · Wikidata  | Standort | Veronika reicht Jesus das Schweißtuch                                               | P84(Architekt): P131(Ort):Wolfegg Region-ISO:DE-BW |
| ja   | Datei hochladen | 1981    | Station 7 · Wikidata  | Standort | Jesus fällt zum zweiten Mal unter dem Kreuz                                         | P84(Architekt): P131(Ort):Wolfegg Region-ISO:DE-BW |
| ja   | Datei hochladen | 1981    | Station 8 · Wikidata  | Standort | Jesus begegnet den weinenden Frauen                                                 | P84(Architekt): P131(Ort):Wolfegg Region-ISO:DE-BW |
| BW   | Datei hochladen | 1981    | Station 9 · Wikidata  | Standort | Jesus fällt zum dritten Mal unter dem Kreuz                                         | P84(Architekt): P131(Ort):Wolfegg Region-ISO:DE-BW |
| BW   | Datei hochladen | 1981    | Station 10 · Wikidata | Standort | Jesus wird seiner Kleider beraubt                                                   | P84(Architekt): P131(Ort):Wolfegg Region-ISO:DE-BW |
| BW   | Datei hochladen | 1981    | Station 11 · Wikidata | Standort | Jesus wird ans Kreuz genagelt                                                       | P84(Architekt): P131(Ort):Wolfegg Region-ISO:DE-BW |
| BW   | Datei hochladen | 1981    | Station 12 · Wikidata | Standort | Jesus stirbt am Kreuz                                                               | P84(Architekt): P131(Ort):Wolfegg Region-ISO:DE-BW |
| BW   | Datei hochladen | 1981    | Station 13 · Wikidata | Standort | Jesus wird vom Kreuz abgenommen und in den Schoß seiner Mutter gelegt               | P84(Architekt): P131(Ort):Wolfegg Region-ISO:DE-BW |
| BW   | Datei hochladen | 1981    | Station 14 · Wikidata | Standort | Der heilige Leichnam Jesu wird in das Grab gelegt                                   | P84(Architekt): P131(Ort):Wolfegg Region-ISO:DE-BW |